# 早川徳次 (シャープ)
早川 徳次（はやかわ とくじ、1893年（明治26年）11月3日 - 1980年（昭和55年）6月24日）は、日本の実業家・発明家。総合家電メーカーシャープ創業者。シャープペンシルやバックル「徳尾錠」の発明で知られる。
東京府（現・東京都）出身。大正三美人として知られる江木欣々は異父姉。

## 経歴

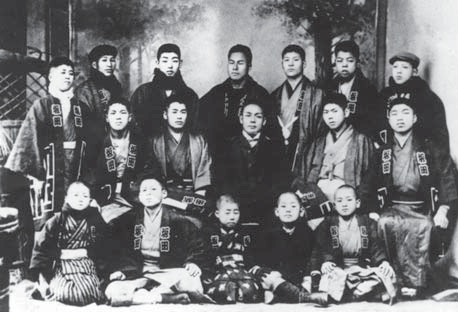
金属加工工房で見習いをしていた頃の早川（13歳、前列右端）と同僚たち。（1906年 -  07年頃）

1893年（明治26年）11月3日、東京市日本橋区久松町42番地（現・東京都中央区日本橋久松町）でちゃぶ台製造販売業の早川政吉、花子（旧姓：藤谷花子）の三男として生まれる。徳次が生まれた頃、早川家は副業のミシン縫製業で繁盛していたが、仕事の無理が祟って花子が胸を患ったため、早川家に出入りしていた肥料屋の出野家へ預けられ、生後1年11か月で正式に出野家の養子となる。
2年後の1897年（明治30年）に養母が急逝し、出野家は後妻を迎えるが、徳次は継養母から厳しく当たられ、食事も満足に与えられない過酷な幼少期を過ごした。尋常小学校へ進学するが2年で中退させられ、朝から深夜までマッチ箱張りの内職を手伝わされる日々が続いた。この状況を不憫に思った近所の盲目の女性・井上せいの世話で、本所区本所北二葉町2番地（現・墨田区石原）の錺屋（かざりや：金属細工業）職人・坂田芳松の店で丁稚奉公することになり、1901年（明治34年）9月15日に出野家を後にした。奉公先では、仕事に厳しいが情に厚い主人から金属加工に関する技術を身に着けていった。

### 徳尾錠の考案
1909年（明治42年）4月15日、7年7か月の年季奉公を勤め上げ、その後、1年間のお礼奉公を終えて、徳次は一人前の錺職人となった。1912年（明治45年）、ベルトに穴を開けずに使えるバックル「徳尾錠」を考案し、33グロス（4,752個）の大量受注を機に独立する。
1912年（大正元年）9月15日、本所区松井町1丁目30番地（現・江東区新大橋）の民家を借り、開業資金50円（うち40円は借金）、従業員2名の金属加工業を開業した。寝る間も惜しんで働き、翌月には借りた40円を返済した。1913年（大正2年）には、新たに水道自在器（蛇口：5号巻島式水道自在器）を発明して特許を取得し、こちらも大ヒットした。
1914年（大正3年）3月、清水政吉の長女・文子と結婚。同時に住宅兼仕事場を本所区林町2丁目35番地（現・墨田区立川）へ移転。従業員を7名に増やすと共に、200円の大金を投じて1馬力モーターを設置し、作業の効率化を図った。
また独立と前後して、自分が出野家に養子に入ったこと、実の両親が既に死亡していることを知り、生き別れの兄姉と再会する。兄の政治（まさはる）と一緒に仕事をするようになり、徳次が製品開発、政治が販売を主に担当した。

### シャープペンシルの発明
政治が扱っていた雑貨から、徳次は金属文具に着目して万年筆の付属金具のクリップや金輪の製造を手掛けるようになった。取引先も拡大し、そのうちの1社「プラム製作所」の中田清三郎から依頼された繰出鉛筆（後のシャープペンシル）の内部部品製造が大きな転機となった。徳次以前からシャープペンシルの原型は存在したが、セルロイド製で非常に壊れやすい代物だった。徳次は創意工夫して、内部に真鍮の一枚板の部品を使用、外装もニッケルメッキを施した金属軸とすることで実用性と装飾性の高い製品を完成させた。
1915年（大正4年）、早川姓に復籍して「早川式繰出鉛筆」の名称で特許を申請。兄の政治と「早川兄弟（けいてい）商会金属文具製作所」を設立して販売を開始した。しかし「和服には向かない」「金属製は冷たく感じる」など評判は芳しくなく、全く売れなかった。それでも銀座の文房具店・伊東屋に試作品を置いてもらうなどの努力を続けるうちに第一次世界大戦で品薄となった欧米で売れるようになり、海外での高い評価が伝わると日本国内でも注文が殺到するようになった。
輸出向け商品は、最初はプロペリングペンシル、スクリューペンシル（軸をひねって芯を出す機構だったため）の名称で販売した。翌1916年（大正5年）に芯をさらに細いものに改良した際、関西総代理店の福井商店（現・ライオン事務器）の勧めで「エバー・レディ・シャープ・ペンシル」（“Ever-Ready Sharp Pencil”：常備芯尖鉛筆）と改名したが、後に当初考案していた「シャープペンシル」に改名して、日本国内では繰出鉛筆の代名詞として今日まで広く使われるようになった。この初代シャープペンシル（早川式繰出鉛筆）は奈良県天理市のシャープ歴史・技術ホール天理で保管・展示されており、プラチナ萬年筆が復刻して限定販売を行っている。
徳次は商品の大量生産のため、当時としては先駆的な試みの流れ作業を工場に導入。1919年（大正8年）には林町の工場付近の土地を購入して、120坪（約400m2）の新工場と24坪（約80m2）の事務所を建設。新工場にはコンベアシステムを導入、従業員は100名を超えた。会社の規模は大きくなっていき、1920年（大正9年）には押上（現・墨田区八広）に分工場を増設。翌1921年（大正10年）には、第3工場建設用地として亀戸に250坪（約830m2）の土地を購入した。1923年（大正12年）には林町の工場を300坪（約990m2）に拡張、従業員も200名を越え、月間売上高5万円と業績も順調に推移した。

### 関東大震災
1922年（大正11年）2月に過労（実際は腸出血）のため倒れ、当時では珍しい血清注射による治療で命拾いをする。だが翌1923年（大正12年）9月1日に関東大震災が発生。妻・文子と2人の子供を岩崎別邸（現・清澄庭園）へ避難させたが、2人の子供は死亡、文子も重傷を負い、工場も焼け落ちてしまう。焼け残った機械類には油を引き、錆止めを行って設備を保全した。罹災した従業員70名と被害を免れた亀戸の長屋で生活し、事業復興のため奔走していたが、重傷の妻を亡くし、関東地区で販売を委託していた日本文具製造（後のプラトン文具：1954年廃業）から、特約販売の解消及び「特約契約金1万円と融資金1万円の計2万円」の即時返済を迫られた。
兄と相談した徳次は、早川兄弟商会を解散して事業を全て日本文具製造に譲渡することを決意する。同年11月、大阪市浪速区の日本文具製造本社を訪れ、同社社長の中山豊三と親会社・中山太陽堂（現・クラブコスメチックス）社長の中山太一兄弟に面会し、早川兄弟商会が所有する機械類（2万2000円相当）を日本文具製造へ譲渡し、徳次名義の48種類のシャープペンシル関連特許を無償で使用させること、日本文具製造は買掛金9,000円を支払い、事業継承のために早川兄弟商会の主な技術者を雇い、技術移転のため徳次本人も技師長として6か月雇うこと、等で合意した。

### ラジオ事業
1923年（大正12年）12月に大阪へと移り、14人の従業員と共に技術指導を行う。1924年（大正13年）8月、契約を満了して日本文具製造を退社する。徳次は大阪で再起を図ることを決意し、関東大震災から1年後の1924年（大正13年）9月1日、大阪府東成郡田辺町大字猿山25番田（現・大阪市阿倍野区長池町、2016年〈平成28年〉6月30日までのシャープ本社所在地）に「早川金属工業研究所」を設立。当初は万年筆の付属金具の製造販売を行っていたが、徳次は新規事業を模索し、海外で実用化されていたラジオに興味を持った。大阪の心斎橋にある縁戚の石原時計店を訪ねると、アメリカから輸入された鉱石ラジオ2台が届いたところで、そのうち1台を7円50銭で購入。持ち帰ったラジオを従業員と分解（リバースエンジニアリング）して研究を始めた。当時の日本ではラジオ放送が始まっていなかったので、モールス符号の手動電鍵を設置して実験を行った。
ラジオや電気に関する知識を誰も持ち合わせていなかったが、部品を忠実に模倣して再現することに成功。1925年（大正14年）4月に国産第1号機の鉱石ラジオ受信機の開発に成功する。同年6月1日に始まった社団法人大阪放送局（JOBK：現在のNHK大阪放送局）の仮放送では明瞭な音声が聞こえ、全員で抱き合って喜んだという。このラジオ放送開始を機に鉱石ラジオの市販を開始。外国製品の半額以下の3円50銭で販売した商品は、爆発的に売れ、ラジオにまもなく“シャープ”というブランド名を付ける。1929年（昭和4年）には遠距離でも受信可能な交流式真空管ラジオを発売した。
その後、ラジオの普及と共に業績は拡大、1935年（昭和10年）5月1日、新大阪ホテル（現・リーガロイヤルホテル）で「株式会社早川金属工業研究所」の創立集会を開き、資本金30万円で法人化、徳次は取締役社長に就任する。当時は工場の敷地面積3,042坪（約10,056m2）、建物面積962坪（約3,181m2）、従業員数564人の陣容だった。同月中に20万円増資して資本金は50万円となった。
1936年（昭和11年）6月、ラジオ事業の確立を機に社名を「早川金属工業株式会社」に改称。1938年（昭和13年）9月には満洲国の満洲電信電話から2万台のラジオを大量受注すると、間歇（かんけつ）式コンベア装置を開発して対応し、生産の効率化と大幅なコストダウンを実現した。
1942年（昭和17年）5月には「早川電機工業株式会社」に再度社名を変更し、短波・超短波研究のための研究所を設立。また、同年7月に帝国海軍から高度な技術が必要な航空無線機30台の試作を依頼され、翌1943年（昭和18年）1月10日までに完納した。

### 第二次世界大戦後
太平洋戦争終結後は、物不足とドッジ・ラインから経営は困難が続いた。1949年（昭和24年）に大阪証券取引所で株式上場を果たすが、1950年（昭和25年）には大きな赤字を出し、倒産の危機に追い込まれた。銀行から追加融資の条件として人員の削減が提示されたため、徳次は「人員を解雇するくらいなら会社を解散するほうがいい」と考えて全従業員に伝えたが、社員から「会社を倒すな!」の声が上がり、労働組合も自主的に希望退職者を募って対応した。これによって銀行からの融資が実現し、倒産の危機を免れて経営再建を果たした。
同年6月25日に発生した朝鮮戦争に伴う朝鮮特需で経営は持ち直したが、多角的な商品が必要と判断。ラジオだけでなくテレビや電卓など、総合家電メーカーへの道へと進む。
1951年（昭和26年）にテレビの国産第1号の試作に成功。1952年（昭和27年）、徳次は研究部長を伴ってアメリカのRCA社を訪問し、同年6月19日に技術援助契約を締結。帰国後直ちに12、14、17型の試作機の製作を開始した。1953年（昭和28年）2月のテレビ放送開始を前に、国産第1号テレビTV3-14T（販売価格17万5000円）を発売した。このテレビは第2回（2009年）重要科学技術史資料（未来技術遺産）第00031号に指定されている。
1962年（昭和37年）には国産第1号電子レンジを発売。1964年（昭和39年）には世界初のオールトランジスタ方式の電子式卓上計算機「コンペット（CS-10A）」を開発し、こちらは第1回（2008年）重要科学技術史資料（未来技術遺産）第00017号に指定されている。
1970年（昭和45年）1月1日、早川電機工業株式会社から「シャープ株式会社」へ社名を変更。同年9月15日に会長に退き、後任に佐伯旭専務（当時）が就任する。
1980年（昭和55年）6月24日逝去。享年86。同年7月12日に東本願寺難波別院（南御堂）に於いて社葬が執り行われた。1981年（昭和56年）11月に、徳次の遺徳を偲んで奈良県天理市の総合開発センター内に「歴史ホール」と「展示ホール」が完成。歴史ホールには徳次が発明考案した徳尾錠やシャープペンシルを始め、鉱石ラジオやテレビ、電卓などのシャープを代表する製品が保存・展示されている。

## 人間性
自身でさまざまな発明をしており、日本のエジソンといわれることもあった。「まねされる商品をつくれ」が口癖で、独自技術の製品にこだわりを持った。
幼少時から苦労を重ねたためか、事業の第一目的は社会への奉仕と言い切っている。1944年（昭和19年）、失明軍人が働く「早川電機分工場」を開設。終戦により分工場は解散したが、1946年（昭和21年）に復職希望者7名により再開。1950年（昭和25年）に失明者工場を法人化して「合資会社特選金属工場」（現・シャープ特選工業株式会社）を設立する。視覚障害者自らが独立採算制で事業を経営する特選金属工場は広く知られ、1952年（昭和27年）には社会事業家の賀川豊彦が世界的富豪で慈善活動家のロックフェラーを伴い工場を視察。1954年（昭和29年）には三笠宮崇仁親王も訪問している。
1954年（昭和29年）2月、共働きや身体障害者家庭の子供を預るために、本社近くの阿倍野区西田辺町に「育徳園保育所」（社会福祉法人育徳園）を開設。1976年（昭和51年）4月に阿倍野区阪南町へ新築移転し、1983年（昭和58年）4月には、隣接地に徳次の遺産で「育徳コミュニティセンター」が建設されている。
1962年（昭和37年）9月、徳次の寄付金をもとに、東住吉区南田辺に大阪市立早川福祉会館が設立された。また、1969年（昭和44年）11月、徳次が建設資金（3000万円）を寄贈して、阿倍野区桃ケ池町に大阪市立阿倍野青年センター（現・桃ヶ池公園市民活動センター）が設立された。

## 栄典
- 1960年（昭和35年）：藍綬褒章
- 1965年（昭和40年）：勲三等瑞宝章
- 1968年（昭和43年）：大阪市民表彰
- 1971年（昭和46年）：大阪文化賞、大河内生産賞
- 1976年（昭和51年）：勲二等瑞宝章
- 1978年（昭和53年）：第29回NHK放送文化賞

## 主な著作
- 『私と事業』（初版）衣食住社、1958年5月30日。doi:10.11501/3036309。
- 『私と事業』（改訂版）実業之日本社、1963年7月5日。doi:10.11501/3036371。
- 『続 私と事業』新しい衣食住、1961年7月5日。doi:10.11501/3036348。
- 『私の考え方』（初版）浪速社、1970年4月。国立国会図書館書誌ID:000001235777。
- 『私の考え方』（新装改訂版）浪速社、2005年2月。ISBN 4-88854-421-2。
- あうん社 編『百秒百話 わらく―早川徳次生誕百年記念』いくとく刊行会（新風書房）、1993年12月。ISBN 4-88269-267-8。

## 関連書籍
- 石濱恒夫『遠い星―早川徳次伝』 春陽文庫、1972年
- 平野隆彰『シャープを創った男―早川徳次伝』 日経BP社、2004年、ISBN 4-82224-396-6